# Stan Lee Cole
Stan Lee Cole, echte naam Stijn Cole, (1976/1977, woonachtig te Antwerpen) is een Belgische singer-songwriter. Hij is vooral actief als human beatbox en bracht drie albums uit: Devil's Ringtone, That's why we weep en de soundtrack van de film "Dealer". Cole verkreeg in 2012 grotere bekendheid als "eenmansorkest" in het televisieprogramma Scheire en de schepping. Hij maakt gebruik van het internet om zijn muziek beschikbaar te stellen.
Met de single Separated van het debuutalbum behaalde Cole diverse internationale en Belgische prijzen en nominaties. Stan Lee Cole treedt zeer regelmatig live op, zowel in België als daarbuiten.

## Carrière
Stijn Cole studeerde in 1999 af aan Studio Herman Teirlinck als kleinkunstenaar. Hij maakte enkele theatervoorstellingen, maar richtte zich meer en meer op het maken van muziek. Zo was hij een van de vier leden van de beatboxgroep Off The Record, waarmee hij door België en Nederland toerde en richtte hij een eigen rockband op, Cole Play.
Later ging hij solo onder de artiestennaam Stan Lee Cole. Zijn eerste album Devil's Ringtone vergde een jaar werken en kwam uit in 2013. De muziek is uitsluitend gebaseerd op human beatbox. Cole verzorgde er zelf de vocals en alle instrumentale partijen: beatbox en percussie, Moog-synthesizerbas en piano.
In 2014 bracht Cole zijn tweede album uit met de titel That's why we weep. De productie hiervan was in handen van muziekproducent Jo Bogaert.
Cole verwierf grotere bekendheid door zijn aanwezigheid in het televisieprogramma Scheire en de schepping, waar hij de rol van eenmansorkest op zich nam. Het programma gaf hem de gelegenheid om zijn debuutalbum Devil's Ringtone in de aandacht te brengen. Het album werd aangeboden als gratis download op de website VIER en werd meer dan tienduizend keer gedownload. Het album wordt ook aangeboden tegen betaling via iTunes. 
In 2012 en 2018 sprak Cole de stem in van Ralph voor de Disney-animatiefilms Wreck-It Ralph en Ralph Breaks the Internet.
In 2017 was hij te zien in de film Safety First: The Movie als hippie.
In 2022 werkte Stijn Cole mee aan de serie: True Crime: België. Waarvoor hij de muziek schreef en uitvoerde. Deze serie is te bekijken op het streaming kanaal Streamz.

## Separated
Separated, het derde nummer op het debuutalbum van Cole, kan men een succes noemen. Cole won met Separated de eerste prijs in de International Songwriting Competition (ISC) van 2012, in de categorie "Performance". In de jury van deze prestigieuze competitie zetelden internationaal bekende namen als Tom Waits, Nas, Suzanne Vega, Black Francis en John Mayall.
In 2013 werd Cole opnieuw genomineerd voor ISC en verkreeg hij een eervolle vermelding in de categorie "Music Video".
Voor de single Separated maakte Cole een opvallende videoclip, geheel op basis van animatie. Deze clip won diverse internationale prijzen: de Audience Award op Anima Mundi, de prijs voor Best 2D Film op Animayo 2013, de Critics' Choice Award op het Blue Plum Animation Festival 2013, de prijs voor Best Music Video op het Portland Film Festival van 2013 in Portland, de prijs Golden Glovie: Best Music Video op het Glovebox Film Festival 2013 in Boston en de prijs voor Best Music Video op het Philadelphia Film and Animation Festival van 2013. Daarnaast waren er nog diverse nominaties.
In eigen land werd Cole met de video van Separated ook derde op Leuven Kort. Daarnaast was er een nominatie voor de MIA's 2013 in de categorie "Videoclip".

## Discografie
- Devil's Ringtone (2013)
- That's why we weep (2014)
- Dealer (Original Motion Picture Soundtrack, 2021)